# Stefano Bersola
Stefano Bersola, noto anche con lo pseudonimo di Steph B. (Milano, 10 dicembre 1976), è un cantante italiano, interprete di sigle di cartoni animati.

## Biografia
Figlio di un'indossatrice (Katty) e di un attore di fotoromanzi (Giorgio). Fratello di (Jenny B) Giovanna Bersola, incide nel 1998 la sigla televisiva dell'anime City Hunter, (arrangiata da Alberto Radius), in onda su Italia 7 Gold. Nello stesso anno compone Mi hai rapito il cuore (arrangiata da Nicolò Fragile) sigla della serie d'animazione Lamù la ragazza dello spazio a cui seguono le sigle di Patlabor, Sun College e Credi sempre in te, per le pubblicazioni nel mercato home video dell'anime Magic Knight Rayearth.
Il singolo Out of my life, pubblicato con lo pseudonimo di Steph B., viene distribuito nel 2002 dall'etichetta discografica New Music International. In seguito viene pubblicato un album per Vale Music contenente la versione spagnola.
Nel 2004 per Vale Music, pubblica il singolo 18 Mne Uzhe, come Ultra Lights feat. Steph B. soprannominato da Sébastien Cauet Le Truc Russe. Nell'anno successivo il brano viene pubblicato dalla Warner Music Sweden e da Sony Music France.
Nel 2014 Yamato Video pubblica l'album Anime Songs che include tutte le sigle TV realizzate da Bersola nel 1998 insieme alle versioni estese e alle versioni karaoke. Nel 2016 registra la sigla per la serie TV d'animazione Super Wings, incisa in collaborazione con i Raggi Fotonici. Lo stesso anno viene pubblicato da Yamato Video City Hunter The Remixes, album monografico dedicato alla serie animata contenente 8 remix della sigla italiana dell'omonima serie TV e un cameo della doppiatrice Jasmine Laurenti, voce originale del personaggio di Kaori nella serie d'animazione.
Il 10 marzo 2017 Yamato Video presenta al pubblico il secondo album di Bersola dal titolo Anime Duet, con la direzione artistica di Luigi Lopez, in cui Bersola reinterpreta in duetto tutte le sigle televisive degli anime realizzate dello stesso Lopez come Pinocchio, perché no, La fantastica Mimì, Cybernella e Arrivano i Superboys.
Il 2 novembre 2017 viene presentato in anteprima Un Viaggio d'Anime, uno spettacolo prodotto da Lucca Comics & Games dedicato al mondo degli anime e dei film d'animazione Disney. Bersola accompagnato da un gruppo corale di 12 elementi, gli Animeniancs Corp. si esibisce con diversi ospiti come Pietro Ubaldi, Fabrizio Mazzotta, Guiomar Serina (del gruppo I Cavalieri del Re) e Maurizio Merluzzo. In seguito al successo del tour italiano, approda nuovamente sul palco principale come main event di Lucca Comics, sabato 3 novembre 2018 alle ore 20 con oltre 70.000 biglietti venduti.
Il 31 gennaio 2018 Dynit pubblica il film d'animazione In questo angolo di mondo contenente la sigla italiana della colonna sonora giapponese dell'anime omonimo cantata da Stefano Bersola e Julia Hime per l'edizione home video.
Il 2, 3 e 4 settembre 2019 è stato distribuito nei cinema in Italia da Nexo Digital il film City Hunter: Private Eyes che include la versione italiana di Get Wild realizzata con Alessia Cimini e l'autrice originale Mitsuko Komuro dei TM Network e cantata da Bersola. Il primo trailer è stato pubblicato da Dynit il 19 luglio 2019. Il 31 gennaio 2020 il film viene distribuito a livello nazionale in formato Home video contenente il Videoclip della versione italiana di Get Wild, realizzato durante un concerto di Bersola a Rimini Comix.
Dal 1º dicembre 2021 Stefano Bersola è l'interprete della sigla di apertura, firmata DreamWorks Animation, della serie d'animazione Dov'è Wally? in onda su Amazon Prime Video. Della stessa serie è anche interprete del brano natalizio contenuto nel ventesimo episodio della prima stagione.
Nel 2022 debutta Disneiamo, spettacolo dal vivo che ripercorre in musica i grandi classici Disney, dagli esordi fino ai giorni nostri, con la partecipazione di Pietro Ubaldi, Giulia Ottonello e Giorgia Vecchini. Nello stesso anno inizia il tour mondiale The Magic of Sanremo, con numerose tappe in Europa e America, durante le quali i più celebri brani del Festival di Sanremo vengono eseguiti con l'accompagnamento delle orchestre sinfoniche dei Paesi ospitanti.

## Discografia

### Discografia come Stefano Bersola

#### Album
- 2014 - Anime Songs
- 2016 - City Hunter (The Remixes)
- 2017 - Anime Duet (con Luigi Lopez)
- 2018 - Anime Collection

#### Sigle TV
- 1998 - City Hunter
- 1998 - Mi hai rapito il cuore Lamù
- 1998 - Patlabor
- 1998 - Sun College
- 1998 - Magic Kight Rayearth (versione italiana)
- 2016 - Super Wings
- 2021 - Dov'è Wally?
- 2024 - Samsam Avventure Cosmiche
- 2024 - Turbozaurs
- 2025 - Super Wings Electric Heroes
- 2025 - Il barbiere pasticciere
- 2025 - Bentornato Manu

#### EP
- 2014 - Ken il guerriero (Remixes)
- 2016 - Pace

#### Singoli
- 2015 - Conan il ragazzo del futuro
- 2016 - City Hunter (45 giri)
- 2016 - I Cavalieri dello zodiaco
- 2017 - Cartoonia (dove il tempo si è fermato) con Pietro Ubaldi
- 2017 - Estate made in Japan con Julia Hime
- 2017 - Supercar Gattiger
- 2018 - Mi hai rapito il cuore Lamù (45 giri)
- 2018 - Radioanimati per sognare con Pietro Ubaldi e Luigi Lopez
- 2018 - You're not alone
- 2019 - Sun College (45 giri)
- 2019 - Max & Cherry Pocket con Manga Boys
- 2020 - Tutti in campo con Lotti con Manuel De Peppe
- 2020 - I want you
- 2020 - Daitan 3 con Luigi Albertelli
- 2021 - Patlabor (45 giri)
- 2021 - Pinocchio, perché no? con Luigi Lopez
- 2021 - I want you (Remix)
- 2023 - Understand this Groove (Bargat ft. Stefano Bersola)
- 2023 - Questo amore così strano

#### Colonne sonore
- 2018 - In questo angolo di mondo
- 2019 - City Hunter: Private Eyes

### Discografia come Steph B.

#### EP
- 2014 - Burning sand (con John Gucci)

#### Singoli
- 2000 - Magic for me
- 2001 - Touch me (alias Pongo)
- 2002 - Believed in love (con Pavesi Sound)
- 2002 - Performance 24 (alias Van & Kay)
- 2002 - Out of my life
- 2003 - Voglia di dance (con Willy Jay)
- 2003 - I don't know why (alias Plastic Groove)
- 2004 - Attraction (con R&J)
- 2004 - Adesso (alias Giramondo)
- 2004 - Reachin'
- 2004 - 18 mne uzhe (con Ultra Lights)
- 2005 - Never ending (con Dj Lhasa)
- 2006 - A girl will kiss...
- 2006 - Scared of you (con Alex Natale & Fluid Deluxe)
- 2007 - Wanna know (con El Grupo Melodico)
- 2008 - I will be there (con El Grupo Melodico)
- 2008 - Padoce de céu azul (con El Grupo Melodico)
- 2009 - Shine on me (alias Pulse 88)
- 2009 - Electric love
- 2011 - La la la la (con El Grupo Melodico)
- 2011 - Reachin' (con Piazzon & Raimondi)
- 2011 - Thrill (con LatinGroove)
- 2013 - I hate you (con Alex Raimondi)
- 2013 - Hear you (con Daniele Sorrenti)
- 2014 - Do you right (con Alex Raimondi)
- 2014 - Children of the stars (con John Gucci)
- 2014 - Walkin' in the rain (con Hudge & Benson)
- 2014 - For one day
- 2015 - Sunshine (con Renovo)
- 2015 - History (con Simon & Ryan)

## Doppiaggio cantato
Per la versione italiana del film per ragazzi Hank Zipzer e la Catastrofe di Natale, andato in onda su Rai Gulp il 25 dicembre 2018, Stefano Bersola presta la voce al canto dell'attore protagonista Nick James (Henry "Hank" Zipzer).
- Giddy-Hop in Corn & Peg (Ep. 118)
- Mowgli in Il libro della giungla (Ep. 345)
- Raffaello in Rise of the Teenage Mutant Ninja Turtles - Il destino delle Tartarughe Ninja (Ep. 23) "Una giornata sulla neve"
- Lucas in I Fungies (Ep. 13 - 16)